# Nagaraja I
Nagaraja I is een bestuurslaag in het regentschap Serdang Bedagai van de provincie Noord-Sumatra, Indonesië. Nagaraja I telt 360 inwoners (volkstelling 2010).